# Tillandsia delicatula
Tillandsia delicatula är en gräsväxtart som beskrevs av Lyman Bradford Smith. Tillandsia delicatula ingår i släktet Tillandsia och familjen Bromeliaceae. Inga underarter finns listade i Catalogue of Life.